# Liszki (Białoruś)
Liszki (biał. Лішкі, Liszki, ros. Лишки, Liszki) – wieś na Białorusi, w obwodzie grodzieńskim, w rejonie brzostowickim, w sielsowiecie Koniuchy. Położona jest na zachodnim brzegu rzeki Świsłoczy, 41 km na południe od Grodna, 3 km od granicy polsko-białoruskiej, w oficjalnej strefie przygranicznej Białorusi.

## Historia
Wieś szlachecka położona była w końcu XVIII wieku  w powiecie grodzieńskim województwa trockiego. 	
W czasach zaborów dobra w granicach Imperium Rosyjskiego, w guberni grodzieńskiej, w powiecie grodzieńskim, w gminie Krynki. W 1902 roku były własnością de Virionów i miały powierzchnię 384 dziesięcin (ok. 419,5 ha). Od 1919 r. w granicach II Rzeczypospolitej. 7 czerwca 1919 roku, wraz z całym powiatem grodzieńskim, weszły w skład okręgu wileńskiego Zarządu Cywilnego Ziem Wschodnich – tymczasowej polskiej struktury administracyjnej. Latem 1920 roku zajęte przez bolszewików, następnie odzyskane przez Polskę. 20 grudnia 1920 roku włączona wraz z powiatem do okręgu nowogródzkiego. Od 19 lutego 1921 roku w województwie białostockim, w powiecie grodzieńskim, w gminie Krynki. W 1921 r. miejscowość miała status folwarku. Razem ze wsią Pietraszewicze było w niej 28 domów mieszkalnych.
W wyniku napaści ZSRR na Polskę we wrześniu 1939 r. miejscowość znalazła się pod okupacją sowiecką. 2 listopada została włączona do Białoruskiej SRR. 4 grudnia 1939 r. włączona do nowo utworzonego obwodu białostockiego. Od czerwca 1941 roku pod okupacją niemiecką. 22 lipca 1941 r. włączona w skład okręgu białostockiego III Rzeszy. W 1944 roku ponownie zajęta przez wojska sowieckie i włączona do obwodu grodzieńskiego Białoruskiej SRR. Od 1991 r. w składzie niepodległej Białorusi.

## Zabytki
We wsi zachowały się zabudowania zespołu dworsko–parkowego. Co najmniej od połowy XIX w. do 1939 r. jego właścicielami byli de Virionowie. Dwór złożony jest z dwóch części – starszego, parterowego budynku z gankiem w stylu dworków szlacheckich oraz, dobudowanego do niego w 1848 r., dwukondygnacyjnego budynku w stylu włoskiej willi, z czterokondygnacyjną basztą, według projektu Władysława Marconiego. Obecnie dwór jest niezamieszkany i w złym stanie technicznym. Zachowały się też w dobrym stanie dworskie zabudowania gospodarcze oraz park o powierzchni 1 ha, zawierający wiele cennych i rzadkich gatunków drzew.

## Demografia
Według spisu powszechnego z 1921 roku, folwark razem ze wsią Pietraszewicze zamieszkany był przez 113 osób, w tym 69 Polaków i 44 Białorusinów. Dwie osoby wyznawały katolicyzm, pozostałe – prawosławie.